# Parastegnammina
Parastegnammina es un género de foraminífero bentónico de la subfamilia Archaesphaerinae, de la familia Archaesphaeridae, de la superfamilia Parathuramminoidea, del suborden Fusulinina y del orden Fusulinida. Su especie tipo es Parastegnammina fustisaeformis. Su rango cronoestratigráfico abarca desde el Eifeliense (Devónico inferior) hasta el Tournaisiense (Carbonífero inferior).

## Discusión
Clasificaciones más recientes incluyen Parastegnammina en la superfamilia Caligelloidea, del suborden Earlandiina, del orden Earlandiida, de la subclase Afusulinana y de la clase Fusulinata.

## Clasificación
Parastegnammina incluye a las siguientes especies:
- Parastegnammina aequaspatiosa †
- Parastegnammina cylindrica †
- Parastegnammina fustisaeformis †
- Parastegnammina grandissima †
- Parastegnammina rectangulata †
- Parastegnammina tenuissima †
- Parastegnammina undulata †